# SAWA (organización)
SAWA (Juntas en español) es una organización no gubernamental palestina sin ánimo de lucro, fundada en 1998, por un grupo de mujeres voluntarias comprometidas con los temas de género. La misión de la organización es eliminar todas las formas de violencia contra mujeres y niños y promover la igualdad de género en la sociedad palestina.

## Descripción
La visión de SAWA está establecida de la siguiente manera: "La Fundación SAWA busca ser una iniciativa para una sociedad palestina que combata todas las formas de violencia y abuso contra mujeres y niños, y apoye la salud, la dignidad y la seguridad humanas". Dan servicio y asesoramiento, orientación médica y legal en sus programas contra la violencia de género y contra la prostituciónademás de proporcionar apoyo y asistencia, asesoramiento social y psicológico primario a mujeres, niños y hombres que han estado expuestos a diversas formas de violencia y abuso. El centro de llamadas está abierto las 24 horas del día todos los días de la semana.

## Historia
Comenzó en agosto de 1998 con ocho voluntarios del Centro de Crisis de Violación de Jerusalén (Conocido por sus siglas en inglés JRCC, Jerusalem Rape Crisis Centre). Operaban inicialmente desde las oficinas del JRCC, ganando independencia cuando la Comisión Europea, en 2002, les concedió fondos para su trabajo. 
Estableció su propia oficina en 2003, implementando un sistema de telefonía IP y una base de datos electrónica de 2009 a 2011, mejorando la documentación de llamadas y la elaboración de informes estadísticos.Con la línea de ayuda dan servicio y asesoramiento, orientación médica y legal en sus programas contra la violencia de género y contra la prostitución(disponible a través de teléfono, chat de WhatsApp y correo electrónico).La Línea de Ayuda para la Protección Infantil se convirtió en miembro de Child Helpline International (red global de 173 líneas de ayuda a la infancia en 142 países) en 2005, y de una red internacional de líneas de ayuda para niños de 143 países.Además realizan sesiones de asesoramiento presencial (social y psicológico) a personas de todas las edades para afrontar diferentes ámbitos de la vida, como la familia, la escuela, el trabajo, proporcionando sesiones privadas confidenciales. 
En 2008, durante la guerra en Gaza, la Organización SAWA amplió su línea de ayuda para cubrir las 24 horas, los 7 días de la semana. Sawa también amplió su línea de ayuda para cubrir las 24 horas del día, los 7 días de la semana durante las agresiones israelíes en 2010. 
En 2010 el programa de formación se amplió de 80 horas a 110 horas. Sus programas educativos y talleres, que duran entre 1 y 3 meses, se centran en la prevención e identificación de la violencia de género y acoso, utilizando el diálogo como enfoque principal y las capacitaciones profesionales, orientadas a oficiales de policía, fiscales, personal médico y unidades de protección familiar en el manejo de víctimas de violencia y perpetradores. Además fueron galardonados con el Premio Internacional Príncipe Talal para el Desarrollo Humano, bajo el título "El papel de las ONG en el apoyo y fortalecimiento del uso de la tecnología de la información y la comunicación para el desarrollo de comunidades remotas y rurales" del Programa de Desarrollo del Golfo Árabe (AGFUND).
En 2014 le concedieron una ayuda desde el Programa de Solidaridad Internacional del País Valenciano, para desarrollar dos líneas de su programa, la respuesta integral de protección para mujeres, hombres, niñas y niños afectados por la crisis en Gaza y para proporcionar servicios de prevención y respuesta multisectorial seguros, confidenciales y que salvan vidas a la GBV en las áreas más vulnerables de la Franja de Gaza. Además, en ese mismo año, el 2014, se renovaron las instalaciones de SAWA, instalando un sistema de energía solar y un generador, lo que permitió a la organización gestionar la línea de ayuda en situaciones de corte de energía. 
En 2016, se creó una clínica móvil de salud sexual y reproductiva para operar en el Área C.En 2017 formaron parte de la fuerza operativa que trabajó durante la crisis de Siria junto a la UNFPA, donde el aumento matrimonios con niñas refugiadas fue sustancial.
En 2021, en el análisis multisectorial de las Naciones Unidas para informar sobre el ciclo del programa humanitario que se llevaría a cabo en 2022 dentro de los territorios palestinos ocupados se daban cuenta de unas 37.000 llamadas a la línea de ayuda, sólo durante la escalada de la contienda en mayo del 2020. Y en 2023 se le consideró como una línea que facilita su conexión al canal de la Red PSEA para casos sensibles de manera confidencial y eficiente.
Tras los ataques en 2024 de Hamás a Israel (conocidos como la Operación Inundación de Al-Aqsa) y la posterior guerra la línea fue refrendada por parte de la OCHA como una línea segura para la comunicación de informaciones sensibles sobre la protección contra el abuso y la explotación sexual.

## Publicaciones
- SAWA (2014), SIDA 2014
- Khsheiboun, D. Sana' (2013), La línea de ayuda ofrece: apoyo y asesoramiento para mujeres y niñas. (Helpline provides: Support and counseling for women and girls)
- SAWA (2013), Trata y prostitución forzada de mujeres y niñas palestinas: formas de esclavitud moderna, segunda edición (Trafficking and Forced Prostitution of Palestinian Women and Girls: Forms of Modern Day Slavery[31])
- Otero, Eva (2012), SAWA: documentación de mejores prácticas y lecciones (Organization - Documenting Best Practices and Lessons)
- Abdelmajeed, Ayman (2011), Línea de ayuda para niños palestinos 121: realidad y desafíos (Palestinian Child Helpline 121 - Reality and Challenges)